# Бигглз
«Бигглз: Приключения во времени» (англ. Biggles: Adventures in Time) — американский приключенческий научно-фантастический художественный фильм 1986 года.

## Сюжет
Джим Фергюссон попадает сквозь дыру во времени в 1917 год во Францию на поля Первой мировой войны, где он знакомится с пилотом Бигглзом. Он спасает его от смерти и также внезапно возвращается назад.
Ему удаётся узнать, что он и Бигглз — временны́е двойники, которые переносятся друг к другу во времени в минуты угрозы жизни. Теперь вместе с Бигглзом Джиму предстоит бороться с немцами, которые хотят изменить ход истории с помощью тайного сверхоружия, работающего на ультразвуке. Героям удается разрушить германскую «машину смерти» с помощью полицейского вертолёта, провалившегося во времени вместе с ними.
В концовке фильма Джим, стоя у алтаря на собственной свадьбе, вновь переносится во времени на помощь к своему другу, захваченному гвинейскими людоедами и появляется там в самый подходящий момент.

## История
Джеймс Бигглсворт по прозвищу «Бигглз» — вымышленный пилот и искатель приключений, главный герой и персонаж серии приключенческих книг о Бигглзе, написанных для юных читателей У. Э. Джонсом (1893—1968). Бигглз впервые появился в рассказе «Белый фоккер», опубликованном в первом номере журнала «Популярный полет», и уже вновь в составе первого сборника рассказов «Бигглз», «Верблюды идут» (оба 1932 года). Вплоть до своей смерти в 1968 году Джонс продолжал писать «Книги о Бигглзе», и в итоге сериал составил почти сотню томов, включая романы и сборники рассказов, большинство из которых имели общую обстановку и время.

## В ролях
- Нейл Диксон — Джеймс «Бигглз» Бигглзворт
- Алекс Хайд-Уайт — Джим Фёргисон
- Фиона Хатчинсон — Дебби
- Питер Кашинг — полковник Уильям Рэймонд
- Маркус Гилберт — Эрик фон Штальхайн
- Уильям Хуткинс — Чак
- Элен Полонски — Билл

## Съёмочная группа
- Режиссёр: Джон Хью
- Продюсеры: Кент Волвин, Пом Оливер
- Сценарист: Джон Гровс, Кент Волвин, капитан У. Е. Джонс
- Оператор: Эрнест Винчи

## Съёмки
В фильме были использованы несколько самолётов. В их число входили Stampe SV.4, которым управляет Бигглс, и Boeing-Stearman, которым управляет его главный соперник фон Штальхайн. Оба эти биплана на самом деле относятся к 1930-м годам, так как пилотирование и поддержка самолётов времен Первой мировой войны считались чрезмерно дорогим. «Stampe» управлял Стюарт Голдспинк, в то время как Stearman пилотировал бывший пилот-бомбардировщик Второй мировой войны Джон Джордан. В наземных сценах также используются несколько подлинных самолётов времен Первой мировой войны из коллекции Шаттлворта, в том числе Avro 504 и LVG C.VI. Самолёты базировались на аэродроме Олд Уорден в Бедфордшире, и летные сцены проводились там же.
Фильм включает в себя сцену, где Бигглз сажает вертолёт Bell 206 Jetranger на железнодорожную платформу во время движения поезда. Это было снято на железной дороге долины Нене и, по-видимому, такой трюк был исполнен впервые. Потребовалось 15 дублей, прежде чем режиссёр убедился, что всё прошло успешно. Вертолёт пилотировался известным пилотом-трюкачом Марком Вольфом. JetRanger, используемый для съёмок, был разрушен в результате аварии в январе 1989 года. Биплан Sopwith Pup, показанный в начале фильма, был специально построен Skysport Engineering и подвешен на кране для съёмок. Во время съёмок трос, удерживающий биплан, лопнул, что привело к его поломке. Ввиду отсутствия запчастей ремонт был невозможен, и сцена была переписана.
Последовательность пилотажа представляла большой интерес для любителей авиации настолько, что в специализированных журналах появлялись сюжеты о съёмках сцен.